# Leucospis procera
Leucospis procera är en stekelart som beskrevs av August Schletterer 1890. Leucospis procera ingår i släktet Leucospis och familjen Leucospidae. Inga underarter finns listade i Catalogue of Life.